# Episodi speciali di Space Ghost Coast to Coast
Gli episodi speciali della serie animata Space Ghost Coast to Coast sono stati trasmessi o pubblicati negli Stati Uniti dal 4 novembre 1994 al 19 marzo 1996.
| nº | Titolo originale                               | Prima TV USA     |
| -- | ---------------------------------------------- | ---------------- |
| 1  | The Mask                                       | 4 novembre 1994  |
| 2  | A Space Ghost Christmas                        | 25 dicembre 1994 |
| 3  | Space Ghost Syndication Exclusive Special      | 12 novembre 1995 |
| 4  | Dark Side of the Ghost Planet Planetarium Tour | 9 febbraio 1996  |
| 5  | Jonny Quest                                    | 19 marzo 1996    |

## The Mask
- Titolo originale: The Mask
- Scritto da: Matthew Maiellaro

### Trama
Un'intervista all'attore Jim Carrey e al regista Chuck Russell del film The Mask.
- Guest star: Jim Carrey, Chuck Russell.
- Note: episodio speciale promozionale pubblicato sull'uscita in VHS di The Mask.

## A Space Ghost Christmas
- Titolo originale: A Space Ghost Christmas
- Scritto da: Matthew Maiellaro

### Trama
Un episodio speciale natalizio con segmenti musicali ospitati dai membri del Consiglio del Giudizio.
- Guest star: Kevin Meaney.
- Note: l'episodio è andato in onda sotto forma di maratona televisiva con nuovi segmenti e canzoni intervallati tra episodi più vecchi. Inizialmente è stato presentato in anteprima con Bobcat, Batmantis e Gum, Disease mostrati come intermezzo.

## Space Ghost Syndication Exclusive Special
- Titolo originale: Space Ghost Syndication Exclusive Special
- Scritto da: Matt Harrigan

### Trama
Space Ghost attende un grosso pagamento in contanti dalle figure dietro il syndication, in modo da poter eseguire del materiale completamente nuovo.
- Note: episodio speciale dalla durata di un'ora trasmesso in syndication. Durante la trasmissione era intervallato dagli episodi Batmantis, Bobcat e Jerk.

## Dark Side of the Ghost Planet Planetarium Tour
- Titolo originale: Dark Side of the Ghost Planet Planetarium Tour
- Scritto da: Matthew Maiellaro

### Trama
Un evento ospitato nel 1996 durante un tour di un planetario, prodotto da Cartoon Network e Turner. Includeva gli episodi $20.01, Transcript ed Explode, insieme a video musicali e episodi di Space Ghost - Il Fantasma dello Spazio degli anni '60. L'evento è stato ospitato da Space Ghost, Zorak e Moltar e tra le altre cose mostrava un'intervista con Thurston Moore.
- Guest star: Thurston Moore.

## Jonny Quest
- Titolo originale: Jonny Quest
- Scritto da: Matthew Maiellaro

### Trama
Un'intervista con Jonny Quest.
- Guest star: Jonny Quest.
- Note: creato come trailer e una sorta di intervista per le versioni VHS di Turner Home Entertainment della serie animata Jonny Quest. Inoltre includeva clip commerciali.